# Orquestra do Norte
A Orquestra do Norte concretiza, desde 1992, o projecto de descentralização da cultura musical, apresentado pela Associação Norte Cultural, vencedora do primeiro concurso nacional para a criação de orquestras regionais, instituído pelo Estado Português nesse mesmo ano.
Com a titularidade de José Ferreira Lobo, a ON foi iniciadora de um trabalho verdadeiramente pioneiro e inédito, tendo-se afirmado no panorama da música erudita, sendo hoje uma instituição reconhecida nacional e internacionalmente.
Os objectivos básicos pelos quais sempre se pautou a actividade da Orquestra do Norte passam pela criação de novos públicos, pelo apoio à música e aos músicos portugueses e pela constante renovação do repertório. Dezoito anos depois, estes critérios continuam a ser fundamentais para a instituição.
Agente de transformações na gestão cultural de Portugal e criadora de um novo paradigma musical, desenvolve uma intensa actividade com temporadas regulares de norte a sul do país. Realizou mais de 3.000 espectáculos em mais de uma centena de diferentes lugares. A ON apresentou-se ainda em Espanha, França e Alemanha.
Consciente da importância que representam o aumento e a diversificação da oferta artística qualificada no desenvolvimento cultural da população, no alargamento de públicos e na formação do gosto, a Orquestra do Norte apresentou as obras mais representativas dos grandes compositores da história da música. Servindo o grande repertório orquestral, desde o barroco até ao presente, dá especial atenção à difusão da música portuguesa. João de Sousa-Carvalho, Luís de Freitas Branco, Francisco Lacerda, Corrêa de Oliveira e Joly Braga Santos foram alguns dos compositores portugueses abordados.
Os espectáculos da ON incluem concertos sinfónicos, didáctico-pedagógicos, ópera, música de bailado e de câmara. Para além da música erudita, tem abarcado outros géneros musicais, como é o caso do Jazz e música ligeira.
A programação da Orquestra do Norte abriu-se a um repertório mais amplo e variado no qual, juntamente com as partituras básicas do repertório sinfónico ocidental, abundam primeiras audições, tanto de música de recente criação, como partituras recuperadas do passado histórico-musical. Com isto, a ON prossegue e intensifica a sua vontade de atender à música dos nossos dias, apresentando obras de compositores como Krzysztof Penderecki, Kristoff Maratka, Karl Fiorini, Alexandre Delgado, Filipe Pires, Nuno Côrte-real, Miguel Faria, José Firmino de Morais Soares, Joaquim dos Santos, Marc-André Rappaz, Emile Ceunink e François-Xavier Delacoste.
Sedeada na cidade de Amarante, a Orquestra do Norte integra profissionais de reconhecido mérito e tem, habitualmente, a colaboração de prestigiados maestros, solistas e coros nacionais e estrangeiros. Dos conceituados directores de orquestra que subiram ao pódio da ON referimos Juozas Domarkas, Krzysztof Penderecki, Federico Garcia Vigil, Álvaro Cassuto e Rengim Gokmen.
Alguns dos mais destacados solistas vocais e instrumentais portugueses e estrangeiros actuaram nos concertos da ON: entre muitos nomes destacamos António Rosado, Eva Maria Zuk, Avri Levitan, Patricia Kopatchinskaja, Kirill Troussov, Michel Lethiec, Robert Kabara, Placido Domingo, José Carreras, Ileana Cotrubas, Julia Hamari, Fiorenza Cossoto e Svetla Vassileva.
Para além da participação regular do seu próprio coro – ensamble de elevado nível musical - a Orquestra do Norte colaborou ainda, entre outros, com o Coro Nacional de São Carlos, Orfeão de Pamplona e com o Coro de Nuremberga.
A assistência da ON ronda os cinquenta mil espectadores / ano, o que revela a sua capacidade de resposta aos diferentes tipos de público e o especial cuidado com a formação dos jovens, através dos concertos pedagógicos que são orientados e executados numa perspectiva didáctica.
A orquestra dedica ainda parte do seu tempo a gravações, tendo co-produzido até ao momento 13 edições discográficas.
A Orquestra do Norte conta com o apoio do Ministério da Cultura e tem colaborado com setenta e uma autarquias, fundações, empresas patrocinadoras e instituições culturais.

## Maestro Titular
- José Ferreira Lobo (1992-2021)
- Fernando Marinho (2021-Presente)

## Discografia
- Lufthansa in Concert
- Lufthansa in Concert II
- Lufthansa in Concert III
- Lufthansa in Concert IV
- Lufthansa in Concert V
- Lufthansa in Concert VI
- Lufthansa in Concert VII
- Lufthansa in Concert VIII
- Lufthansa in Concert IX
- De Mozart a Verdi
- Lalo e Bizet
- Collection: Les helvétiques
- Noites de Ópera - Momentos
- Noites de Ópera - Momentos II